# Seftigen
Seftigen je obec ve Švýcarském kantonu Bern, okrese Thun. Žije zde přibližně 2 100 obyvatel.
Partnerskou obcí je český Kovářov.

## Geografie

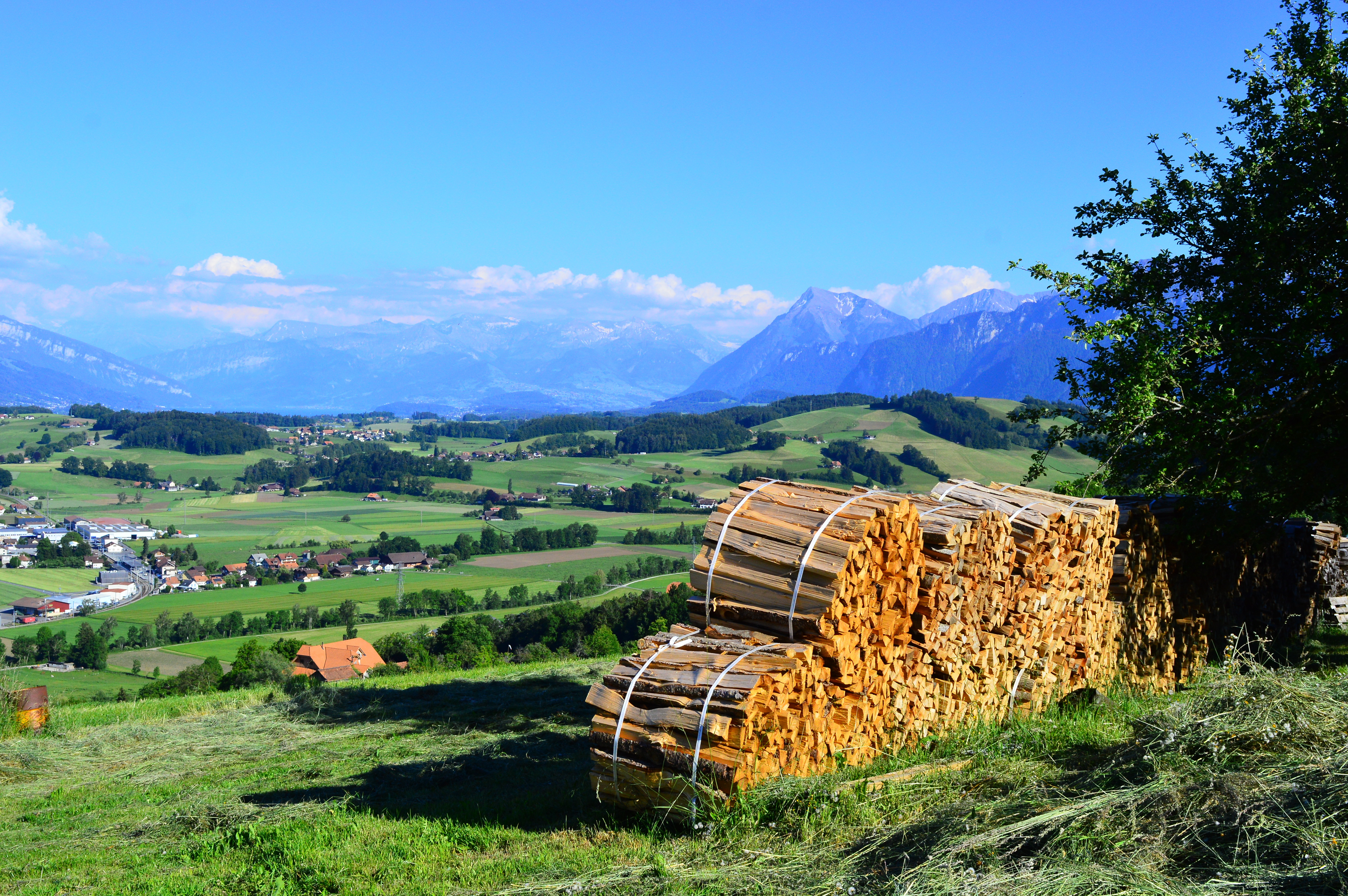
Pohled na Berner Oberland; Seftigen vlevo dole

Seftigen leží v nadmořské výšce 578 m, vzdušnou čarou 7,5 km západoseverozápadně od města Thun. Obec leží v široké údolní kotlině na nejjižnějším okraji vrchoviny Belpberg mezi údolními nivami Gürbe na západě a řekou Aarou na východě, na hranici s Berner Oberlandu.
Území obce o rozloze 3,9 km² pokrývá část širokého údolí řeky Aary mezi Bernem a Thunem. Centrální část obce zabírá údolní brázda, která zajišťuje poměrně mělké spojení z centrálního údolí Gürbetal do údolí Aary. Tato údolní brázda odděluje horu (s nadmořskou výškou 696 m n. m. nejvyšší bod Seftigen) na severu, která geograficky patří k vrchovinám Belpberg, od vrchoviny Widerhueb (až 673 m n. m.) na jihu, která je součástí morénové krajiny Thun Westamt. Na dálném východě oblast zasahuje až k okraji údolí Limpach, které se otevírá směrem k řece Aaře.
Na západě zasahuje území obce do intenzivně obhospodařované roviny středního údolí Gürbetal, která leží v nadmořské výšce 560 m n. m. Na západě se nachází oblast s velkým počtem usedlostí, které se nacházejí na území obce. Rovinu protíná v oblasti Seftigenu kanalizovaná řeka Müsche. Na západě vede hranice obce po polní cestě, která se nachází zhruba uprostřed přibližně 1,5 km široké údolní nivy. V roce 1997 bylo 15 % rozlohy obce pokryto zastavěnou plochou, 16 % lesy a lesními porosty a 68 % zemědělskou půdou; o něco méně než 1 % tvořila neproduktivní půda.
Součástí Seftigenu je osada Allmend (567 m n. m.) uprostřed Gürbetalské nížiny poblíž železniční stanice Burgistein-Wattenwil a různé jednotlivé farmy. Sousedními obcemi Seftigenu jsou Kirchdorf, Uetendorf, Gurzelen a Burgistein.

## Historie
Ojedinělé nálezy z doby římské dokládají velmi rané osídlení v oblasti obce Seftigen. První písemná zmínka o obci pochází z roku 1244 a nese název Seftinges. Později se objevily názvy Softinges (1254), Sophtigen (1276), Seftingen (1277) a Sofftingun (1295). Etymologie místního jména je nejasná.
Ve středověku patřil Seftigen pánům z Burgisteinu. Později ves několikrát změnila majitele: postupně ji ovládaly rodiny Münzer, von Wattenwyl a von Graffenried, práva na vesnici měl i špitál v Bernu. Za bernské nadvlády se Seftigen stal od roku 1388 centrem okresního soudu Seftigen, který zde působil až do roku 1798. Okresní soud Seftigen byl jedním ze čtyř starých bernských okresních soudů a zahrnoval zhruba území dnešního okresu Seftigen a západní části okresu Thun. V roce 1714 postihl řadu domů požár.
Po pádu Staré konfederace (1798) patřil Seftigen během helvétského období k okresu Seftigen a od roku 1803 k panství Seftigen, které s novou kantonální ústavou z roku 1831 získalo status správního okresu. V roce 1803 však bylo správní centrum přesunuto ze Seftigenu do Belpu. V dřívějších dobách byla obec farností Kirchdorfu. V roce 1664 byla přiřazena k sousednímu kostelu Gurzelen. Když v roce 1871 vyhořel kostel v Kirchdorfu, bylo zničeno i jeho vybavení.

## Obyvatelstvo
| Rok            | 1850 | 1870 | 1900 | 1910 | 1930 | 1950 | 1960 | 1970 | 1980 | 1990 | 2000 | 2010 |
| Počet obyvatel | 676  | 652  | 603  | 784  | 831  | 956  | 1108 | 1232 | 1574 | 1920 | 2076 | 2085 |

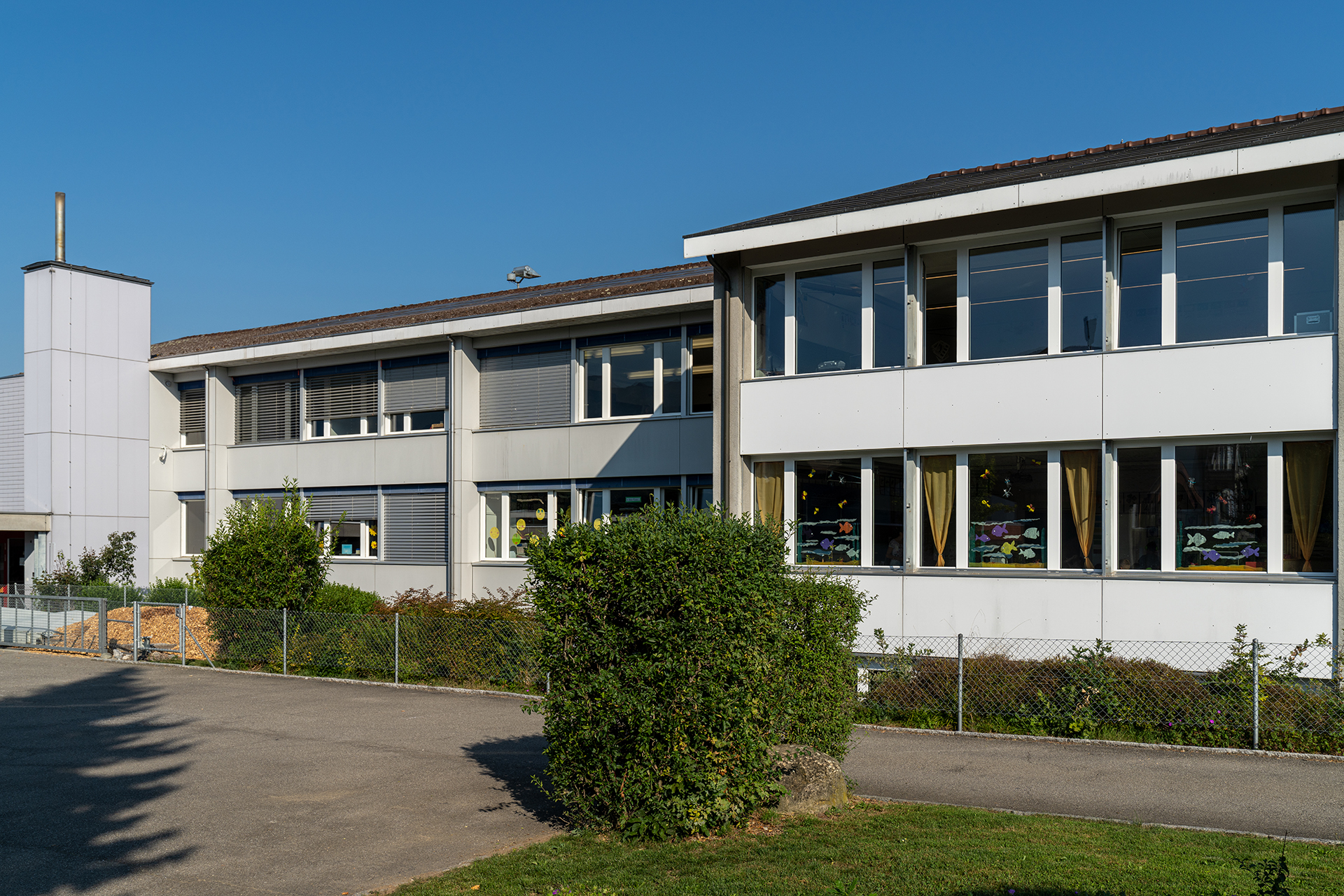
Škola

Z celkového počtu obyvatel je 97,0 % německy mluvících, 0,6 % albánsky mluvících a 0,3 % srbochorvatsky (stav k roku 2000). V roce 1900 měl Seftigen 603 obyvatel, v průběhu 20. století počet obyvatel neustále rostl, přičemž obzvláště vysoký nárůst byl zaznamenán v 70. a 80. letech 20. století. Kolem roku 1990 počet obyvatel překonal hranici dvou tisíc.

## Hospodářství
Až do poloviny 20. století byl Seftigen vesnicí, která se vyznačovala převážně zemědělstvím. I dnes hraje ve struktuře zaměstnanosti obyvatelstva určitou roli zemědělství, mlékárenství a chov dobytka. Řada dalších pracovních míst je k dispozici v místních malých podnicích a v sektoru služeb. V Seftigenu dnes sídlí několik zahradnických firem (včetně pěstitele hub), velkoobchod s počítači a periferními zařízeními, velkoobchod s léčivy a velkoobchod se stavebním materiálem, dále firmy z oblasti kovových konstrukcí a elektrotechniky a mechanické dílny. Celkem v Seftigenu sídlí více než 50 podniků. V posledních desetiletích se obec rozvinula v rezidenční obec. V důsledku toho mnoho zaměstnanců dojíždí za prací především do oblasti Thunu a někdy i do bernské aglomerace.
Zemědělské družstvo Seftigen und Umgebung, založené v roce 1905, převzalo v roce 2005 zemědělské družstvo Kirchdorf a o tři roky později je samo převzalo družstvo Landi Thun.

## Doprava

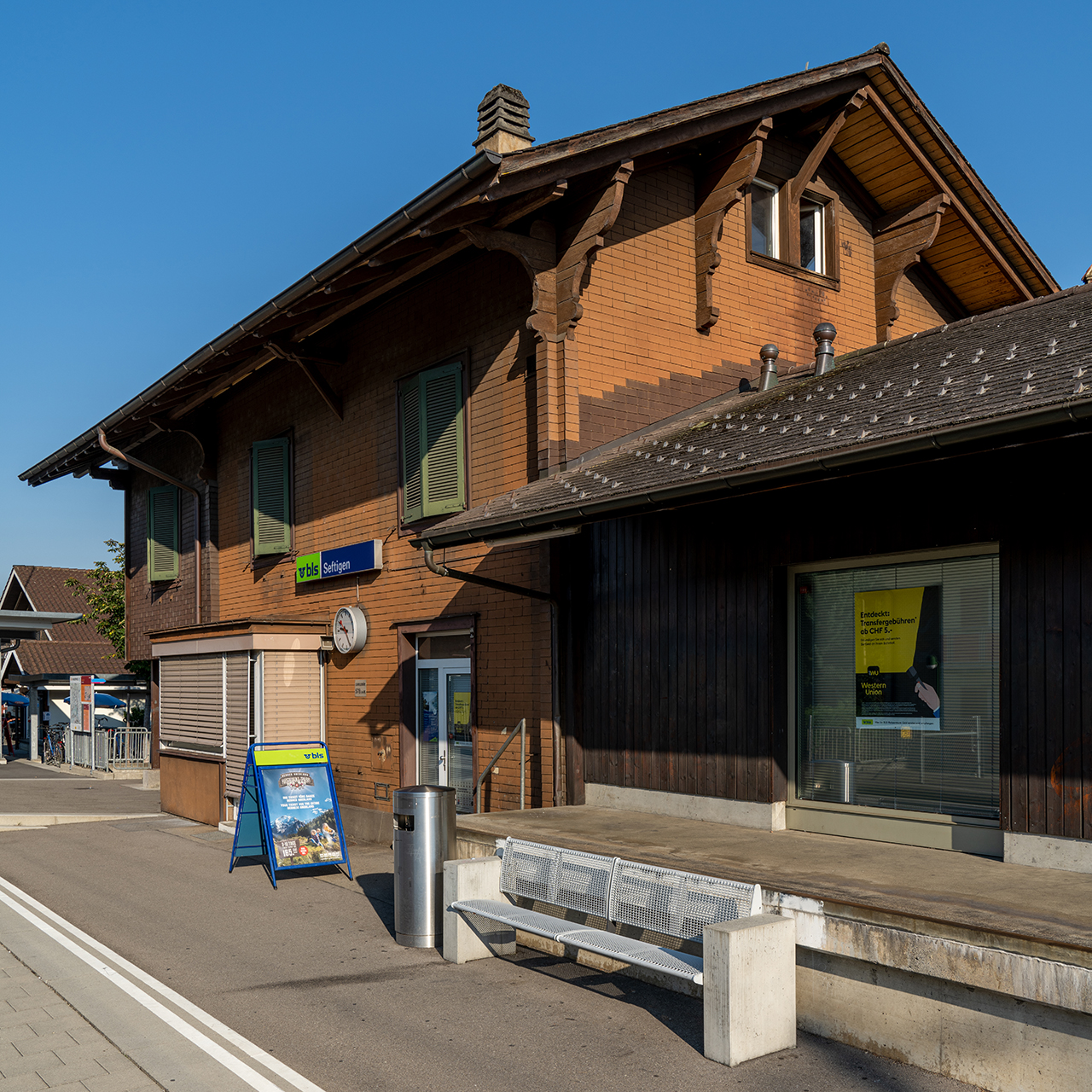
Železniční stanice

Obec má dobré dopravní spojení. Leží na hlavní silnici z Thunu do Schwarzenburgu a údolím Gürbetal do Bernu. Nejbližší napojení na dálnici A6 (Bern–Thun) je vzdáleno asi 6 km od centra obce. Dne 14. srpna 1901 byla zprovozněna železnice Gürbetalbahn z Bernu do stanice Burgistein-Wattenwil (jejíž polovina leží v obci Seftigen). Přibližně o rok později, 1. listopadu 1902, bylo otevřeno pokračování do Thunu se stanicí Seftigen v centru obce.

## Partnerská obec
- Kovářov, Česko (od 1992)[2]